# ロベルト・ファン・ゼーベレック
ロベルト・ファン・ゼーベレック（Robert van Zeebroeck、1909年10月31日 - 没年不明）は、ベルギー出身の男性フィギュアスケート選手。1928年サンモリッツオリンピック男子シングル銅メダリスト。

## 経歴
- 1928年サンモリッツオリンピックで銅メダルを獲得。

## 主な戦績
| 大会/年      | 1925-26 | 1926-27 | 1927-28 |
| ------------ | ------- | ------- | ------- |
| オリンピック |         |         | 3       |
| 世界選手権   | 7       |         |         |
| 欧州選手権   | 6       |         |         |